# Ancistrocerus assamensis
Ancistrocerus assamensis är en stekelart som först beskrevs av Meade-waldo.  Ancistrocerus assamensis ingår i släktet murargetingar, och familjen Eumenidae. Inga underarter finns listade i Catalogue of Life.